# Dalta (constelație)
Dalta (latină Caelum) este o constelație australă.
Coordonate:  05h 00m 00s, −40° 00′ 00″